# Éric Mouloungui
Éric Mouloungui (* 1. April 1984 in Port-Gentil, Gabun) ist ein gabunischer Fußballspieler, der auch die französische Staatsangehörigkeit besitzt.

## Karriere

### Verein
Èric Mouloungui begann das Fußballspielen in seiner Heimat Gabun bei Mbilinga FC und AS Mangasport, wo er zwischen 2000 und 2002 in 37 Ligaspielen 35 Tore erzielen konnte. Mit dem AS Mangasport gewann er sowohl die Meisterschaft, wie auch den Pokal und den Supercup. Ende 2002 siedelte er nach Frankreich über und spielte in der CFA 2 (5. Liga) für AS Pierrots Vauban Straßburg. Allerdings blieb sein Talent dem großen Ortsrivalen aus der Ligue 1, Racing Straßburg, nicht verborgen, so dass Éric Mouloungui schon Anfang 2003 zu Racing Straßburg wechselte. Mit der U-19 stand er im Finale des Coupe Gambardella. Bei Racing konnte er sich, nach anfänglichen Schwierigkeiten, letztendlich durchsetzen und absolvierte zwischen 2003 und 2008 insgesamt 102 Spiele, in denen er 17 Tore erzielte. 2006 wurde er an den Zweitligisten FC Gueugnon ausgeliehen. Im Jahr 2008 verließ er Racing Straßburg endgültig und wechselte zum OGC Nizza. Hier spielte er zwischen 2008 und 2012 insgesamt 106 mal in der Ligue 1 und erzielte 18 Tore. 2012 wechselte Mouloungui nach Abu Dhabi zu al-Wahda. Jedoch setzte der dortige Trainer Branko Ivanković nicht auf ihn und er kam in nur einem Ligaspiel zum Einsatz. Ende Februar 2013 wurde Mouloungui bis zum Ende der Saison 2012/13 an den polnischen Erstligisten und Meister Śląsk Wrocław ausgeliehen. Es folgten Stationen in China bei Shenyang Zhongze und in seiner Heimat bei CF Mounana, ehe er seit dem Sommer 2016 wieder unterklassig in Frankreich aktiv ist. Zuletzt spielte er bei Fünftligist Saint-Jean Beaulieu FC in der National 3.

### Nationalmannschaft
Von 2005 bis 2013  spielt Éric Mouloungui 36 Mal (6 Tore) für die Gabunische Fußballnationalmannschaft, mit welcher er 2010 und 2012 an der Afrikameisterschaft teilnahm.

### Erfolge
- Gabunischer Meister: 2000, 2016
- Gabunischer Pokalsieger: 2001, 2015
- Gabunischer Supercup-Sieger: 2001
- Teilnahme an der Afrikameisterschaft: 2010, 2012